# Zbigniew Piasecki (wojskowy)

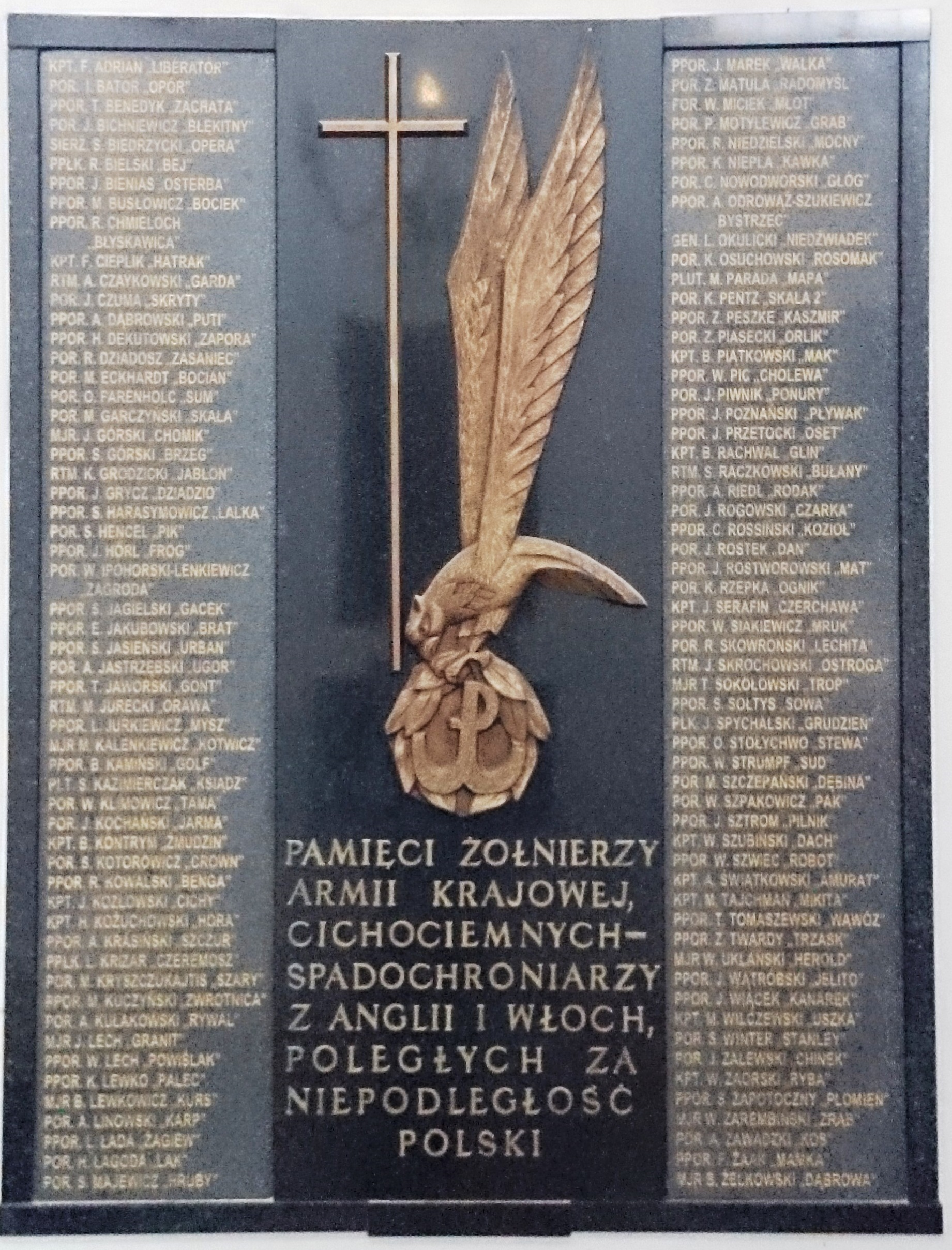
Tablica w kościele św. Jacka w Warszawie, upamiętniająca poległych cichociemnych, w tym Zbigniewa Piaseckiego

Zbigniew Bartłomiej Eugeniusz Piasecki vel Zbigniew Przysiecki pseud.: Orlik, Topór, Tom, Zbyszek, Skoczek, Fer (ur. 19 stycznia 1914 w Sosnowcu, zm. prawdop. w 1945 w obozie koncentracyjnym Mittelbau-Dora) – porucznik broni pancernej Wojska Polskiego, Polskich Sił Zbrojnych na Zachodzie i Armii Krajowej, cichociemny.

## Życiorys
W 1936 roku zdał maturę w Korpusie Kadetów nr 1 we Lwowie. W latach 1936–1939 uczył się w Szkole Podchorążych Broni Pancernej.
We wrześniu 1939 roku walczył jako dowódca plutonu w Samodzielnej Półkompanii Czołgów Renault R-35 porucznika Józefa Jakubowicza w 4 Batalionie Pancernym. 21 września 1939, po bitwie pod Kamionką Strumiłową został wyróżniony w rozkazie dowódcy. 26 listopada albo 7 stycznia 1940 roku przekroczył granicę polsko-węgierską. Był internowany na Węgrzech. W lutym 1940 dotarł do Francji, gdzie został przydzielony do 3 Batalionu Czołgów w Centrum Wyszkolenia Broni Pancernej.
W czerwcu 1940 roku został ewakuowany do Wielkiej Brytanii, gdzie został przydzielony do 1 Batalionu Pancernego. 
Zgłosił się do służby w kraju. Po przeszkoleniu w dywersji został zaprzysiężony 4 kwietnia 1941 roku w Oddziale VI Sztabu Naczelnego Wodza. Zrzutu dokonano w nocy z 6 na 7 stycznia 1942 roku w ramach operacji „Shirt” (zrzut 7 km od placówki odbiorczej „Kocioł” na południe od Mińska Mazowieckiego). 
W lutym dostał przydział na III Odcinek Wachlarza na stanowisko oficera wywiadowczego odcinka. Następnie był komendantem bazy nr 1 w Brześciu. Po dekonspiracji na przełomie maja i czerwca 1942 roku został odesłany do bazy III Odcinka w Warszawie. Od czerwca pracował w „Kadrze” Wachlarza prawdopodobnie jako instruktor dywersji. 
10 października, w związku ze stwierdzonym przez niego zagrożeniem, przerwał kontakty z Wachlarzem. W tym czasie nawiązał współpracę ze Związkiem Syndykalistów Polskich (ZSP). W maju 1943 roku został oddelegowany do Kedywu Okręgu Radom-Kielce AK, gdzie oczekiwał na przyłączenie do Zgrupowania „Ponurego”. W tym czasie prowadził prace organizacyjne w Okręgu.
13 czerwca 1943 roku przy współpracy 4 bojówkarzy z Oddziału Dyspozycyjnego ZSP dokonał morderstwa rabunkowego na 3 byłych policjantach żydowskich, którzy byli w drodze do Szwajcarii z kosztownościami zagrabionymi w warszawskim getcie, w związku z czym został pozostawiony do dyspozycji w Warszawie. Wyrokiem Wojskowego Sądu Specjalnego, zatwierdzonym 16 marca 1944 roku przez Komendanta Głównego AK, został skazany na śmierć. W tym czasie służył pod pseudonimem „Fer” jako kierownik grupy w Referacie 999 Oddziału II Informacyjno-Wywiadowczego sztabu Komendy Głównej AK. 
Został przekazany do likwidacji 31 marca 1944 roku. Wyroku nie zdążono wykonać, ponieważ 31 maja 1944 roku Piasecki został aresztowany przez Gestapo pod nazwiskiem Przysiecki. Został uwięziony i przebywał najpierw w Al. Szucha a następnie na Pawiaku. 30 lipca 1944 r. został wywieziony z Pawiaka do obozu koncentracyjnego Groß-Rosen, gdzie przybył 4 sierpnia 1944 r. Tam oznaczono go numerem 12724. Następnie skierowano go do podobozu Brieg-Pampiz. W grudniu 1944 r. brał udział w ucieczce z tego obozu. Po udanej ucieczce został schwytany w Częstochowie. Następnie umieszczono go w karnej kompanii KL Gross-Rosen. W trakcie ewakuacji (prawdopodobnie 8 lutego 1945 r.) skierowano go do KL. Mitelbau-Dora, komando Nordhausen. Otrzymał numer 118315. W tym komandzie przebywał jeszcze 23 marca 1945 r. Potem najprawdopodobniej został zamordowany.

## Awanse
- podporucznik broni pancernej – 1 sierpnia 1939 roku
- porucznik – ze starszeństwem z dniem 7 stycznia 1942 roku.

## Odznaczenia
- Krzyż Srebrny Orderu Virtuti Militari – prawdopodobnie za służbę w Wachlarzu[4].

## Życie rodzinne
Był synem Hindusa Travanderaha, po którego śmierci został usynowiony w 1931 roku przez dr. praw Władysława Piaseckiego. Jego matką była Eugenia Strzałkowska-Sołtysik. Nie założył rodziny.

## Upamiętnienie
W lewej nawie kościoła św. Jacka przy ul. Freta w Warszawie odsłonięto w 1980 roku tablicę Pamięci żołnierzy Armii Krajowej, cichociemnych – spadochroniarzy z Anglii i Włoch, poległych za niepodległość Polski. Wśród wymienionych 110 poległych cichociemnych jest Zbigniew Piasecki.